# Liv Derkert
Liv Derkert, (folkbokförd Liv Lybeck) född 2 april 1918 i Köpenhamn, död 25 november 1938 i Lidingö församling, var en svensk konstnär.
Hon var dotter till Bertil Lybeck och Siri Derkert.
Derkert studerade för Marcel Gromaire och André Lhote i Paris 1936–1937. Hon uppnådde tidigt en konstnärlig mognad med djärva färg- och formexperiment. Bland annat i en serie pasteller med motiv från H.C. Andersen sagor under åren 1934–1936. Derkert avled i sviterna av tuberkulos 1938.
Derkert är representerad vid Kalmar konstmuseum och Moderna museet. 1948 genomfördes en postum utställning med Derkerts konst på Nutida konst i Stockholm.